# Charles II Malatesta
Pour les articles homonymes, voir Malatesta.

Armes de la maison Malatesta.

Charles II Malatesta, en italien Carlo II Malatesta (v. 1390–1438), est un condottiere, capitaine et seigneur de Pesaro, Gradara, Senigallia, Fossombrone et Civitanova Marche.